# Zach Brock
Zach Brock (* 2. August 1974 in Lexington, Kentucky) ist ein US-amerikanischer Jazzviolinist, Komponist und Bandleader.
Zach Brock trat bereits als Sechsjähriger öffentlich auf und begann während der Highschoolzeit Jazz zu spielen. In Chicago studierte er Musik; er beschäftigte sich intensiv mit dem Werk von Zbigniew Seifert. Anfang der 2000er Jahre gründete er das Quartett The Coffee Achievers, die 2005 auf Einladung von Dave Douglas ihr Debüt in der New Yorker Carnegie Hall hatte. Seitdem tourte er international und legte eine Reihe von Alben auf dem Label Secret Fort vor. Sein Album The Magic Number wurde mittels Mikro-Funding realisiert. Er arbeitete außerdem mit Stanley Clarke, Grażyna Auguścik, Matt Ulery (By a Little Light, 2012) und Frank Vignola.  
Zwischen 2005 und 2010 wurde er im Leserpoll des Down Beat als Rising Star unter den Jazzgeigern geführt.

## Diskographische Hinweise
- Zach Brock & The Coffee Achievers (2003)
- Chemistry (Secret Fort, 2005)
- Zach Brock Trio (EP)
- Live at the Jazz Factory (2005)
- The Magic Number (2010) mit Matt Wigton und Fred Kennedy
- Almost Never Was (Criss Cross Jazz 2012), mit Aaron Goldberg, Matt Penman, Eric Harland
- Purple Sounds (Criss Cross, 2014), mit Lage Lund, Matt Penman, Obed Calvaire
- Zach Brock / Matt Ulery / Jon Deitemyer: Wonderment (Woolgathering, 2019)